# Noirefontaine (België)
Noirefontaine (Waals: Noere-Fontinne) is een dorp in de Belgische provincie Luxemburg en een deelgemeente van de stad Bouillon in het arrondissement Neufchâteau.

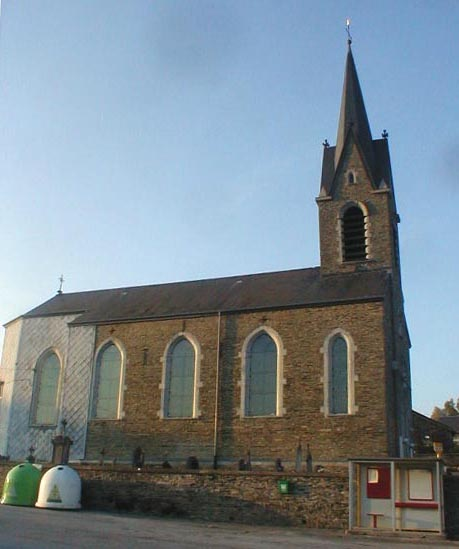
De kerk van Noirefontaine.

## Geschiedenis
Op het eind van het ancien régime werd Noirefontaine een gemeente. Hier werden in 1823 ook Bellevaux, Dohan en Les Hayons bijgevoegd.
In 1858 werd Dohan afgesplitst als zelfstandige gemeente. Ook Les Hayons werd mee afgesplitst en in de nieuwe gemeente Dohan ondergebracht. In 1897 werd ook Bellevaux afgesplitst als een zelfstandige gemeente.
Bij de gemeentelijke fusies van 1977 werd Noirefontaine een deelgemeente van Bouillon.

## Demografische ontwikkeling
- Bronnen:NIS, Opm:1831 tot en met 1970=volkstellingen, 1976= inowneraantal op 31 december
- 1866: Afsplitsing Dohan en Les Hayons
- 1900: Afsplitsing Bellevaux

## Bezienswaardigheden
- De Église des Saints-Cosme et Damien

Deelgemeenten: Bellevaux · Bouillon · Corbion · Dohan · Les Hayons · Noirefontaine · Poupehan · Rochehaut · Sensenruth · Ucimont · Vivy

Overige dorpen: Botassart · Curfoz · Frahan · Mogimont

Overige kernen: Ban d'Alle · Bas Dohan · Beauchenai · Bèrôpré · Bodimont · Boulet · Briahan · Château-le-Duc · Claimont · Closures · Combra · Dessus le Moulin · Germauchamps · Grand Hez · Gros Hêtre · L'Espérance · La Boûle · La Cornette · La Charité · La Gemelle · La Heurette · La Justice · La Patte d'Oie · La Pichelotte · La Ramonette · Lauwé · Laviot · Le Ban · Le Bondon · Le Couroi · Le Soyisse · Le Stayi · Les Blancs Cailloux · Les Champs Bouloi · Les Côtes · Les Crêtes de Frahan · Les Différends · Les Enclaves · Les Longs Champs · Les Quatre Chemins · Les Sentinés · Les Trois Fontaines · Loveté · Menuchenet · Merleux Han · Mohan · Moulin du Bochet · Pré Hoc · Remifontaine · Rond le Duc · Rond Napoléon · Scotifontaine · Tirifontaine · Vardon

Belgische gemeenten · Arrondissement Neufchâteau · Luxemburg · Wallonië